# Sympetrum semicinctum
Sympetrum semicinctum är en trollsländeart som först beskrevs av Thomas Say 1839.  Sympetrum semicinctum ingår i släktet ängstrollsländor, och familjen segeltrollsländor. Inga underarter finns listade i Catalogue of Life.

## Bildgalleri

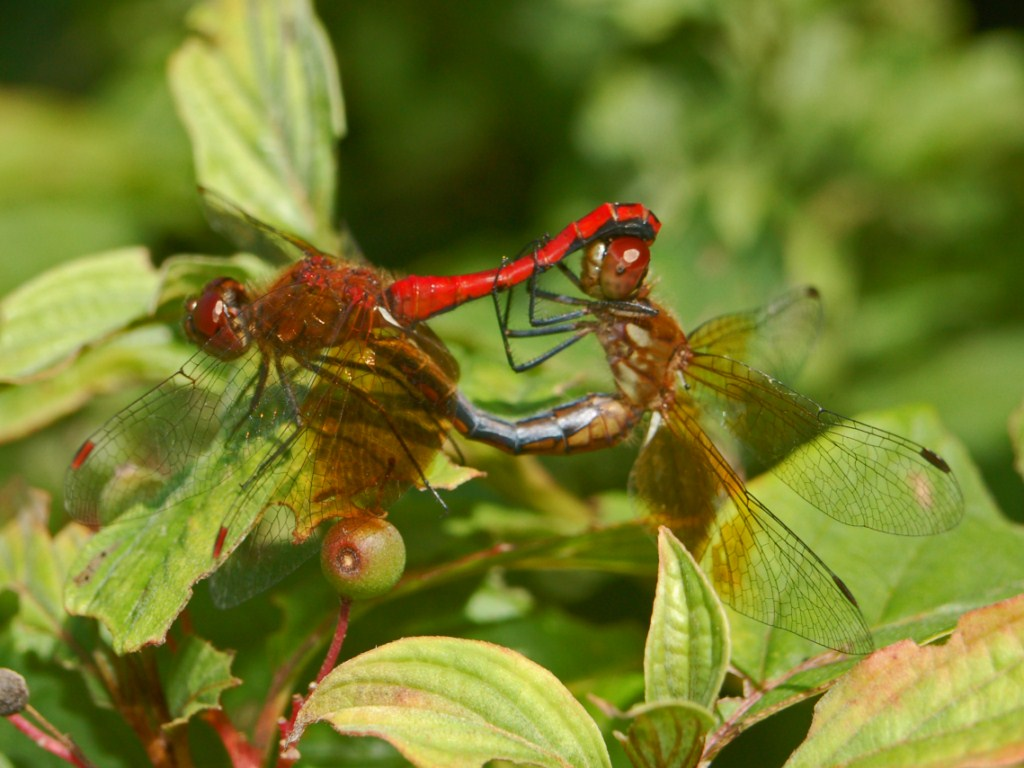